# Kerncentrale Leningrad II
Kerncentrale Leningrad II (Russisch: Ленинградская АЭС II uitspraakⓘ) is een centrale in aanbouw, direct naast kerncentrale Leningrad bij Sint-Petersburg bij Sosnovy Bor in de oblast Leningrad.
Eigenaar en uitbater is het staatsbedrijf Rosenergoatom. De centrale krijgt vier VVER type 1200/491 (AES-2006) drukwaterreactoren.
De eerste reactor werd in maart 2018 opgestart en in oktober 2018 aan het net gekoppeld.
| Reactorblok      | Reactortype   | Netto vermogen (MW) | Bruto vermogen (MW) | Begin bouw | Netaansluiting | Inbedrijfsname | Stillegging |
| ---------------- | ------------- | ------------------- | ------------------- | ---------- | -------------- | -------------- | ----------- |
| Leningrad II - 1 | VVER-1200/491 | 1085                | 1187                | 25-10-2008 | 09-03-2018     | 29-10-2018     | 2078        |
| Leningrad II - 2 | VVER-1200/491 | 1085                | 1199                | 15-04-2010 | 26-10-2020     | 22-03-2021     | -           |
| Leningrad II - 3 | VVER-1200/491 | 1085                | 1199                | Gepland    | ?              | ?              | -           |
| Leningrad II - 4 | VVER-1200/491 | 1085                | 1199                | Gepland    | ?              | ?              | -           |